# Yasu (ilustrador)
Yasu (ヤス?  nacido el 3 de agosto de 1984) es un ilustrador japonés de la Prefectura de Tokushima, Japón, aunque ahora reside en Tokio.

## Trabajos
Novelas Ligeras
- Koe de Bakasete yo Baby
- Oto × Maho
- Phantom
- Reverse Brad
- Toradora!
- Watashitachi no Tamura-kun
- Yūkyū Tenbōdai no Kai

Diseño de personajes para videojuegos
- Chaos Wars
- Lisa to Isshoni Tairikuōdan!: A-Train de Ikō
- Spectral Glories
- La Promesa de Haruhi Suzumiya (asistente)

Manga
- Itsuka Sei Metsubō Syndrome
- Demi-chan wa Kataritai: Koushiki Anthology Comic

Otros
- Hayate the Combat Butler